# 철옹성
철옹성(鐵甕城)은 고려시대 평안북도 영변군 영변읍에 쌓은 성이다. 영변읍을 둘러싸고 있으므로 영변읍성이라고도 하며, 연주성이라고도 한다. 

## 구조
철옹성은 본성, 약산성, 신성, 북성으로 이루어졌다. 그 가운데서 약산성과 본성은 고려 때 쌓았고 신성은 1683년에 본성의 서남쪽을 가로질러 막았으며, 본성은 1864년에 이 성의 서북부에 쌓았다. 본성의 둘레는 14km이고 신성은 3km, 북성은 2km, 약산성은 476m이다.성벽 위의 성가퀴에는 일정한 사위를 두고 총이나 활을 쏘는 구멍인 사혈을 내었다. 
동·서·남·북에는 각각 대문이 설치되어 있는데 그 가운데서 오늘날까지 남아 있는 남문은 돌로 쌓은 무지개형 축대 위에 지은 2층 다락건물이다. 신성의 동문인 무지개형 문은 1만 근의 무쇠를 부어서 만든 것이었는데 일제가 약탈해 갔다. 성은 사방에 각각 장대를 두었다. 약산성에는 서장대(약산동대), 남산에는 남장대, 진망산에는 북장대, 모란봉에는 동장대가 있었다. 또한 약산 제일봉우리에는 봉수대가 있었다. 
철옹성에는 물원천이 풍부하다. '동국여지승람'에 의하면 성안에 3개의 시내가 흐르고 50개의 우물이 있었다고 한다. 철옹성은 고려시대 이후 북으로부터 쳐들어온 거란·몽골·홍건적·청나라 등 외적을 물리치는 데 중요하게 이용되었다.